# Biblioteka Polska w Paryżu

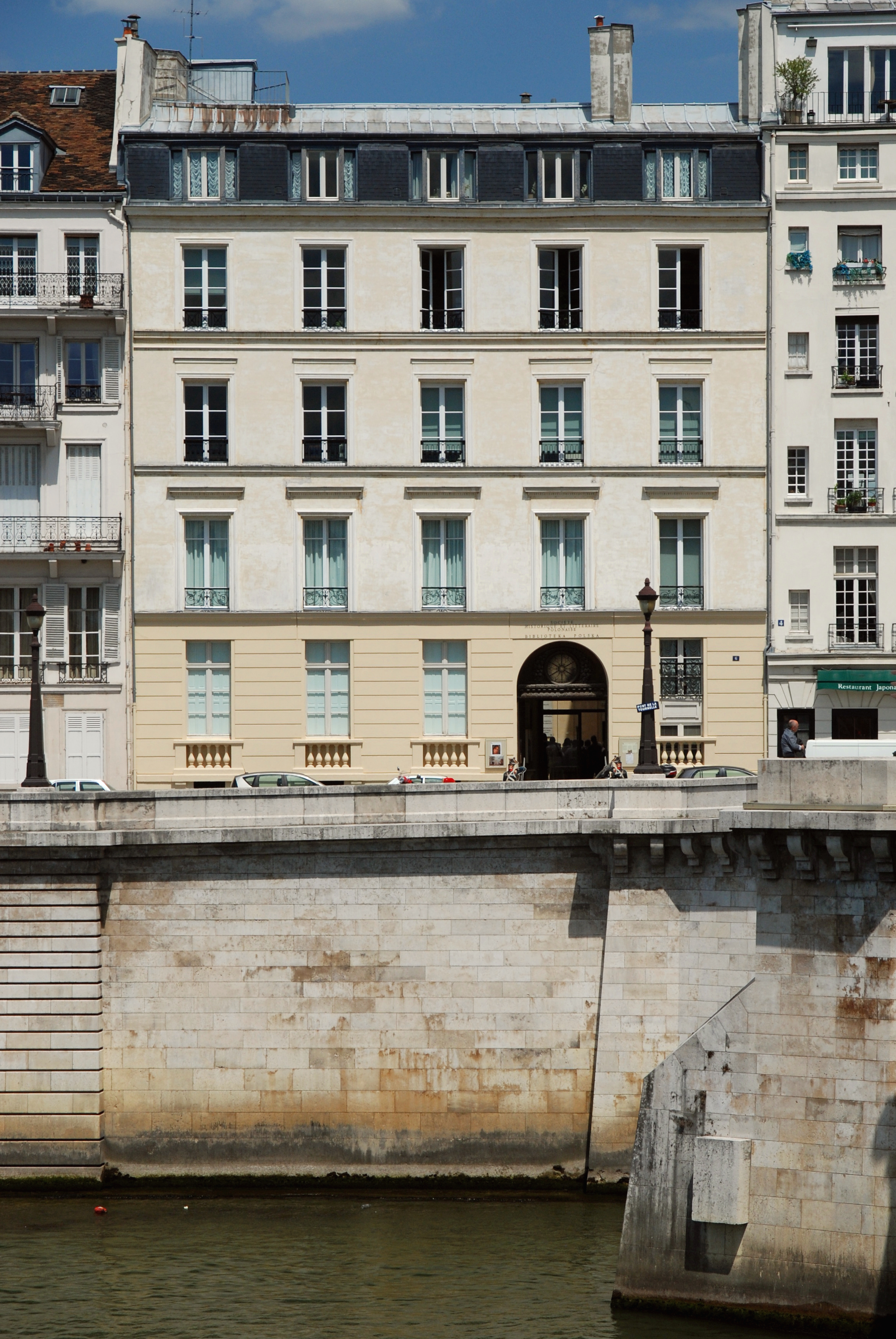
Biblioteka Polska w Paryżu

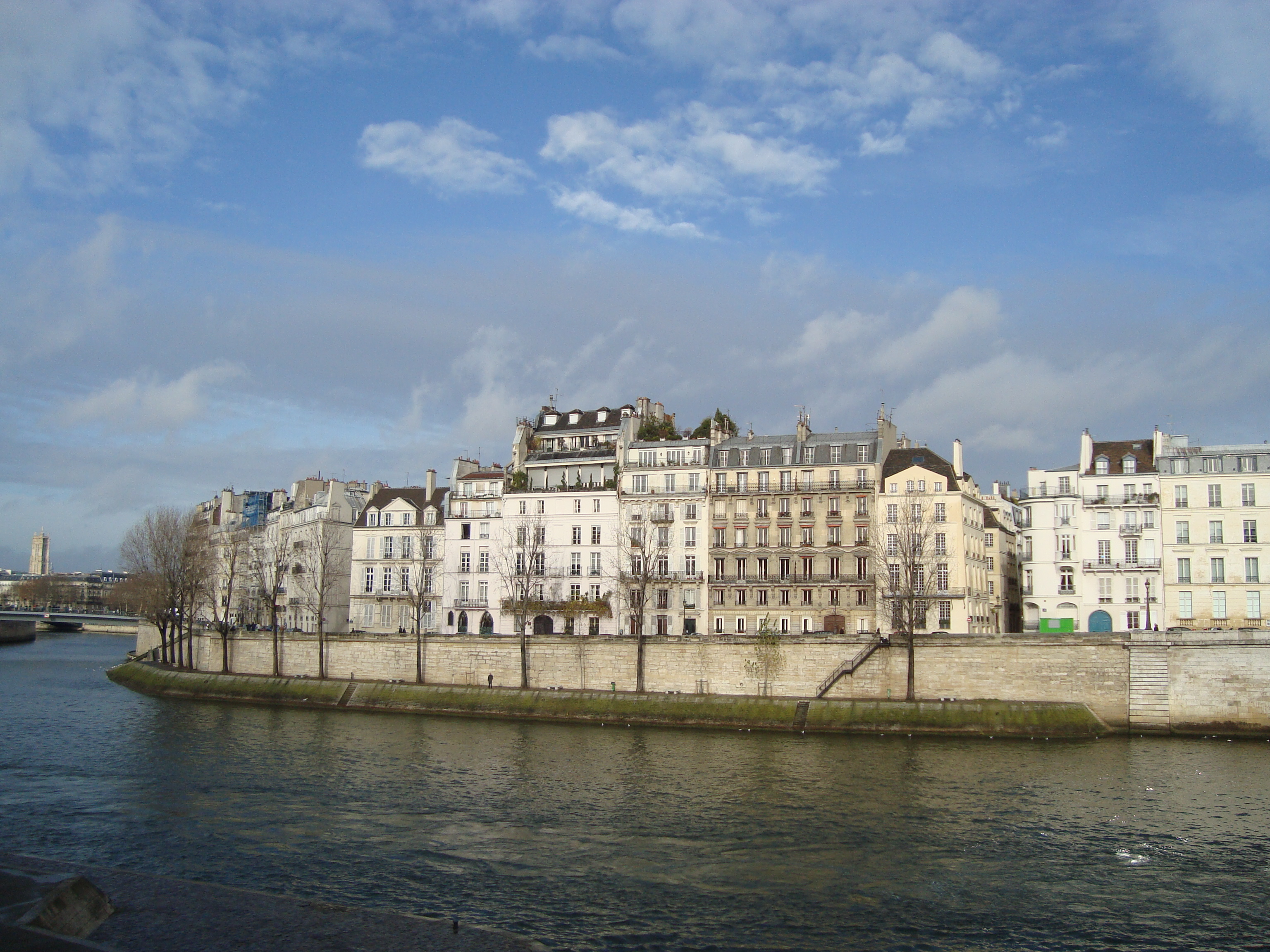
Quai d’Orléans (pierwsza kamienica z prawej mieści Bibliotekę Polską)

Biblioteka Polska w Paryżu (fr. Bibliothèque polonaise de Paris) – polska placówka kulturalna, założona w 1838 m.in. przez Adama Jerzego Czartoryskiego, Juliana Ursyna Niemcewicza, Karola Sienkiewicza jako fundacja Wielkiej Emigracji. Miała za zadanie zbierać, ocalałe od grabieży i zniszczeń, książki, archiwa i pamiątki narodowe. Stała się ośrodkiem dokumentacyjnym otwartym do dyspozycji Polaków i cudzoziemców. W 2013 roku UNESCO wpisało Bibliotekę, Towarzystwo Historyczno-Literackie w Paryżu i Muzeum Adama Mickiewicza w Paryżu do Rejestru Pamięci Świata.

## Historia
Inicjatorem powstania Biblioteki Polskiej w Paryżu był Karol Sienkiewicz, który doprowadził do połączenia już istniejących księgozbiorów wydziału historycznego i statystycznego Towarzystwa Literackiego Polskiego oraz Towarzystwa Pomocy Naukowej. Istotną rolę odegrało również francuskie Société de Civilisation, które pod wrażeniem artykułu Adama Mickiewicza pt. Rabunek bibliotek i muzeów w Polsce zwróciło się z apelem o ofiarowanie Polsce biblioteki ze składek publicznych. 24 listopada 1838 nastąpiło podpisanie aktu fundacji, a 24 marca 1839 dokonano uroczystego otwarcia placówki przy ulicy Duphot 10. Zarząd Biblioteki Polskiej złożono w ręce Rady Bibliotecznej, w której skład wchodziło ośmiu delegatów. Dożywotnim prezesem został ks. Adam Jerzy Czartoryski, a funkcje sekretarza, bibliotekarza i kasjera pełnił Karol Sienkiewicz. W wymiarze formalnym właścicielem instytucji był ks. Czartoryski, co zapewniało prawidłowe jej działanie we francuskim systemie prawnym i dawało względne zabezpieczenie materialne. Ponieważ pod koniec XIX wieku zmniejszyła się liczba członków Towarzystwa Historyczno-Literackiego. W 1893 roku Bibliotekę przekazano pod zarząd Akademii Umiejętności w Krakowie. Administrowała ona Biblioteką do 1946 roku. AU utworzyła przy Bibliotece Stację Naukową. W 1903 roku po przekazaniu przez Władysława Mickiewicza pamiątek po Adamie Mickiewiczu przy bibliotece powstało Muzeum Adama Mickiewicza. Po wybuchu II wojny światowej w budynku Biblioteki otwarto Biuro Pomocy Ofiarom Wojny. Prace w nim podjęli pracownicy biblioteki. Po zajęciu Paryża przez Niemców wyposażenie i budynek biblioteki zostały rozgrabione. Biblioteka wznowiła działalność po wyzwoleniu Paryża w 1944 roku. W celu pomocy w odbudowie Biblioteki powstał Komitet Pomocy Bibliotece Polskiej, na czele którego stanęli członkowie Akademii Francuskiej. W czerwcu 1945 roku Franciszek Pułaski, aby zapewnić sobie wsparcie finansowe, wydzierżawił na 18 lat budynek Biblioteki Polskiemu Zjednoczeniu Rzymsko-Katolickiemu w Chicago. Pozwoliło to na uruchomienie w 1945 roku czytelni, a w 1946 Muzeum. W 1946 roku Polska Stacja Naukowa PAU została odłączona od Biblioteki i przeniesiona na ul. Lauriston.
W 1946 roku zostało reaktywowane Towarzystwo Historyczno-Literackie. W 1951 roku majątek PAU przejęła Polska Akademia Nauk. Doszło do sporu z rządem PRL. W 1955 roku Towarzystwo Historyczno-Literackie przegrało proces wytoczony rządowi o prawo do Biblioteki. W 1959 roku za niezależnością Biblioteki od rządu PRL wypowiedziało się Zgromadzenie Narodowe. Równocześnie sąd apelacyjny stwierdził brak ciągłości pomiędzy reaktywowanym po wojnie Towarzystwem Historyczno-Literackim. Jednak uznał, że nie da się ustalić właściciela Biblioteki, ponieważ nie ma również ciągłości pomiędzy PAN, a przedwojennym PAU. Uznano prawo do dzierżawy budynku przez Zjednoczenie Rzymsko-Katolickie w Chicago, które wydzierżawiło budynek Towarzystwu. W latach 1955–1959 podczas sporu o prawo własności zbiory zostały opieczętowane przez sąd. Ponowne uruchomienie biblioteki było możliwe dzięki wsparciu: Barbary Piaseckiej-Johnson, Kongresu Polonii Amerykańskiej, papieża Jana Pawła II i Fundacji Karoliny Lanckorońskiej z Brzezia.
Po 1989 roku Towarzystwo uzyskało wsparcie Ministerstwa Kultury i Dziedzictwa Narodowego i Ministerstwa Spraw Zagranicznych w Polsce. Po 2001 roku większość budżetu pochodziło ze środków przekazywanych przez Fundację im. Zygmunta Lubicz-Zaleskiego w Amsterdamie. Chcąc podjąć remont budynku Towarzystwo musiało uregulować sprawy majątkowe. Samo nie miało możliwości uznania prawa własności budynku, ale miała je reaktywowana przez część przedwojennych członków PAU. Podjęto rozmowy, których efektem było utworzenie Stowarzyszenia Biblioteki Polskiej w Paryżu (SBPP) (Association de la Bibliothèque Polonaise de Paris (ABBP)). Obie organizacje zrezygnowały ze swoich praw majątkowych na rzecz Stowarzyszenia, co zostało uznane przez sąd francuski. Zgodnie z umową obaj partnerzy mają takie same prawa, obowiązek utrzymywania Biblioteki i gwarancję, że zbiory pozostaną przy Quai d’Orléans 6. Podczas remontu budynku w latach 2000–2004 Biblioteka była zamknięta, a pracownicy w większości zostali zwolnieni. PAU od 2004 roku otrzymuje od rządu subwencje na utrzymanie Biblioteki.

## Budynek
Początkowo planowano, że biblioteczne zbiory zostaną umieszczone w mającym powstać Domu Polskim, ale z powodu braku funduszy zrezygnowano z budowy nowego gmachu i zakupiono w 1853 roku czteropiętrową kamienicę przy Quai d’Orléans w 4. dzielnicy Paryża, na Wyspie św. Ludwika. Budynek kosztował 93 500 franków. Udało się zebrać tylko jedną trzecią tej kwoty, resztę musiał pokryć kredyt. Dlatego Biblioteka zajmowała tylko 11 pomieszczeń na drugim piętrze. Pozostałe mieszkania wynajęto, aby spłacić zaciągnięte pożyczki.
Po stwierdzeniu bardzo złego stanu budynku z odpadającymi sufitami, silnym zawilgoceniem piwnic, przeciążeniem stropów podjęto decyzję o przeprowadzeniu w latach 2000–2004 remontu budynku, który miał umocnić osłabione struktury nośne budynku i wymienić belki stropowe, wybudować klimatyzowane magazyny, dzięki wymianie regałów uzyskać dodatkową powierzchnię magazynową. podczas remontu wzmocniono podłogi w piwnicach, na parterze i piętrze dzięki czemu można było przemieścić zbiory. Dodatkowo w budynku zainstalowane systemy zabezpieczające przed kradzieżą, wymieniono drzwi, instalację elektryczną, wymieniono okna, zainstalowano windy, klimatyzatory i odnowiono fasadę budynku od strony nabrzeża i dziedzińców. Przebudowano salę konferencyjno-koncertową mieszczącą 100 osób na parterze i zbudowano na parterze mniejszą dla 50 osób. Koszt remontu wyniósł 4 mln euro i został pokryty z darowizn od fundacji i stowarzyszeń.

## Zbiory
Placówka dość szybko zaczęła powiększać swój stan posiadania, głównie dzięki zapisom i darom osób prywatnych (zbiory Małachowskiego, Niemcewicza, Kniaziewicza, Mickiewicza). W 1845 Biblioteka Polska posiadała 15 tys. tomów, a w 1848 było tam już ok. 20 tys. książek. W 1914 księgozbiór liczył 100 tys. dzieł. Katalogowanie zbiorów rozpoczęto jeszcze pod koniec XIX wieku. Po objęciu zarządu biblioteką przez Franciszka Pułaskiego w 1926 roku zatrudniono do tych prac 3 bibliotekarzy. Jednak zawilgocenie i zagrzybienie budynku spowodowało zniszczenie około 65 woluminów. 60 tys. woluminów niezwiązanych z Polską podarowano Bibliotece PAU, Bibliotece Narodowej w Warszawie.
W 1939 zbiory obejmowały 145 tys. książek, 1000 rękopisów, 12 tys. rycin, 2800 atlasów i map oraz 20 tys. kopii dokumentów dotyczących historii Polski z archiwów angielskich i francuskich. Ponadto znajdował się tam zbiór czasopism, fotografii, medali i monet. Podczas II wojny światowej najcenniejszą część zbiorów ewakuowano do: Biblioteki Uniwersyteckiej i Biblioteki Miejskiej w Tuluzie, Biblioteki Miejskiej w Pau (potem do Biblioteki Uniwersyteckiej w Montpellier), Senlis (departament Oise), rządowego Biura Celów Wojny, posiadłości Henriego de Montforta w La Flèche i zamku w Montrésor, a pozostałe skonfiskowali Niemcy. Wywieźli oni w 1940 roku 766 skrzyń ze zbiorami do Berlina. W 1944 roku trafiły one do Budziszyna, a skąd do Neugersdorf w Saksonii. Ponieważ zbiory znalazły się w radzieckiej strefie okupacyjnej w 1945 roku przewieziono je do Biblioteki Narodowej w Warszawie. 12 lipca 1947 roku wysłano je koleją do Paryża. Zbiory odnalezione w latach 50. XX wieku trafiły do Muzeum Literatury. Z przedwojennego zasobu do Biblioteki Polskiej wróciło tylko 40% zbiorów, 30% oddano jako depozyt do Muzeum Literatury im. A. Mickiewicza w Warszawie, a pozostałe 30% nie odnaleziono.
W 1989 księgozbiór wynosił ok. 220 000 woluminów, posiada ok. 5000 map polskich i 7000 rycin od XVI do XX wieku, również zbiór Towarzystwa Historyczno-Literackiego. W 2018 roku zbiory liczyły 200 tysięcy woluminów. Zbiory specjalne liczyły kilka tysięcy starych druków, 5 tysięcy rękopisów, 15 tysięcy fotografii, 1500 obrazów, 1000 plakatów, 600 medali i monet i 350 rzeźb

## Towarzystwo Przyjaciół Biblioteki Polskiej w Paryżu
Towarzystwo powstało w Warszawie w 2013 roku. Jego zadaniem jest rozpowszechnianie wiedzy o Bibliotece Polskiej oraz działania służące ochronie zgromadzonych tam dóbr kultury. Towarzystwo stara się również, aby zbiory były wykorzystywane nie tylko w Polsce czy Francji, ale również w Europie i świecie. Prezesem Towarzystwa w 2003 roku został Andrzej Biernat.

## Dyrektorzy
Dyrektorów Biblioteki mianowali prezesi Towarzystwa Historyczno-Literackiego. W latach 1893–1946 gdy Biblioteką zarządzała Akademia Umiejętności (od 1918 PAU) funkcję dyrektora sprawował delegat AU wspomagany przez Komitet Miejscowy.
- 1839–1853 Karol Sienkiewicz[5]
- 1854–1860 Feliks Wrotnowski[5]
- 1861–1867 Walerian Kalinka i Eustachy Januszkiewicz[5]
- 1867–1880 Bronisław Zaleski[5]
- 1880–1893 Lubomir Gadon (von Gaden)[5]
- 1893–1896 Józef Korzeniowski[5]
- 1896–1899 Konstanty Górski[5]
- 1899–1926 Władysław Mickiewicz[5]
- 1926–1956 Franciszek Jan Pułaski (był delegatem PAU do 1946 roku)[5]
- 1956–1968 Czesław Chowaniec (p.o. dyrektora, a w latach 1966–1968 dyrektor)[5]
- 1969–1977 André Poniatowski[5]
- 1977–1984 Józef Handelsman[5]
- 1986–1989 Eugeniusz Zaleski[13]
- 1989 Andrzej Folkierski[5]
- 1989 p.o. dyrektora Izabela Sołyga[5]
- 1989–1992 Andrzej Krzeczunowicz
- 1992–1999 Leszek Talko[14]
- 1999–2007 Kazimierz Piotr Lubicz-Zaleski[5]
- 2007–2012 Danuta Dubois[5]
- 2013 Kazimierz Piotr Lubicz-Zaleski[5]

## Nagrody i odznaczenia
- 2013: Nagroda Kustosz Pamięci Narodowej[15]
- 2013: Zbiory Polskiego Towarzystwa Historyczno-Literackiego, Biblioteka Polska w Paryżu oraz Muzeum Adama Mickiewicza zostały przez UNESCO wpisane do Rejestru Pamięci Świata[2].